# Низовский сельсовет (Андомский район)
Низовский сельсовет — низшая административно-территориальная единица на территории современного Вытегорского района Вологодской области России. Центральная усадьба находилась в д. Вашукова Андомского района Лодейнопольского округа Ленинградской области, с 1930 года — Андомского района Ленинградской области, с 1937 года — Андомского района Вологодской области.
Упразднена в 1954 году.

## Состав
Согласно административно-территориальному деление Вологодской области на 1940 год в состав сельсовета входили 22 населённых пункта:
| Тип населённого пункта | Название населённого пункта |
| ---------------------- | --------------------------- |
| деревня                | Борисово[уточнить]          |
| деревня                | Бочкино                     |
| деревня                | Вашукова                    |
| деревня                | Гуляево                     |
| деревня                | Дымина                      |
| деревня                | Коровкино                   |
| деревня                | Кюрзино                     |
| деревня                | Лечина                      |
| лесопункт              | Механические станки         |
| деревня                | Мишина                      |
| деревня                | Никулина                    |
| деревня                | Новая деревня               |
| деревня                | Опарина                     |
| деревня                | Пискунова                   |
| деревня                | Пнево                       |
| деревня                | Пустошь                     |
| деревня                | Ругапово                    |
| деревня                | Ручей                       |
| запань                 | Сорокопольская              |
| деревня                | Сорочье Поле                |
| деревня                | Успажей                     |